# مايك كونروي
مايك كونروي (بالإنجليزية: Mike Conroy)‏ (31 يوليو 1957 في المملكة المتحدة - ) هو لاعب كرة قدم بريطاني في مركز الوسط. لعب مع نادي بلاكبول ونادي ريكسهام ونادي سلتيك ونادي كورك سيتي ونادي ليتون أورينت ونادي هيبرنيان.

## وصلات خارجية
- مايك كونروي على موقع قاعدة بيانات كرة القدم.إي يو (الإنجليزية)